# خلیج فرشتگان
خلیج فرشتگان (فرانسوی: La baie des anges‎) فیلمی در ژانر درام به کارگردانی ژاک دمی است که در سال ۱۹۶۳ منتشر شد. از بازیگران آن می‌توان به ژن مورو اشاره کرد.

## خلاصه فیلم
«جین» کارمند یک بانک است. همکار او «کارون» یک قمارباز است و «جین» را نیز وارد این کار می‌کند. در کازینو او با «جکی» آشنا می‌شود. رابطه عاشقانه آن‌ها با شانسشان در بازی همراه می‌شود و…